# Глазков, Владимир Михайлович
Владимир Михайлович Глазков (1927, город Харьков, теперь Харьковской области — 29 апреля 1969, город Харьков Харьковской области) — украинский советский деятель, новатор производства, железнодорожник, машинист-инструктор паровозного (локомотивного) депо имени Кирова станции Основа Южной железной дороги Харьковской области. Депутат Верховного Совета УССР 6-7-го созывов. Герой Социалистического Труда (1.08.1959).

## Биография
Родился в семье рабочего. Трудовую деятельность начал в 1944 году кочегаром паровоза «ФД-202851» депо имени Кирова станции Основа Южной железной дороги города Харькова Харьковской области. С 1945 года работал помощником машиниста паровоза.
В 1946 году окончил курсы машинистов Белгородская технической школы.
С 1946 года — машинист паровоза «ФД-202851» паровозного депо имени Кирова станции Основа Южной железной дороги города Харькова Харьковской области. Прославился вождением тяжеловесных поездов, увеличивал пробег между ремонтами, экономил топливо. Без отрыва от производства окончил школу рабочей молодежи в Харькове.
Член КПСС.
В 1961 году получил право управлять тепловозом. С 1962 года — машинист-инструктор тепловоза локомотивного депо имени Кирова станции Основа Южной железной дороги города Харькова Харьковской области.
В 1967 году окончил заочно Харьковский институт инженеров железнодорожного транспорта.
С 1958 года избирался членом ЦК профсоюза работников железнодорожного транспорта СССР. В составе профсоюзных делегаций СССР посетил Италию (1961), Чехословакии (1963), Румынии (1964), Федеративную Республику Германию (1967).
С 1963 года избирался народным заседателем Верховного суда Украинской ССР.

## Награды
- Герой Социалистического Труда (1.08.1959)
- орден Ленина (1.08.1959)
- медаль «За трудовое отличие» (31.07.1954)
- медали
- знак «Почетный железнодорожник»